# Mercedes Pardo (actriz)
Mercedes Pardo (28 de diciembre de 1888-16 de noviembre de 1945) fue una actriz española de comienzos del siglo XX.

## Biografía
Coetánea de grandes damas de la escena española, como Catalina Bárcena, Leocadia Alba o Rosario Pino, con las que compartió escenario, tuvo ocasión de estrenar a grandes autores españoles del primer tercio del siglo XX.
A mediados de la década de 1905 se integra en la compañía de Balaguer y Larra, con la que recorre distintos teatros españoles. Instalada ya en Madrid, pasa a la compañía del Teatro Lara, del que llega a ser primera actriz y donde estrena Como las flores (1909), Alivio de luto (1910), de Santiago Rusiñol, Los holgazanes (1911), de Larrubiera y Antonio Casero, La losa de los sueños (1911), de Jacinto Benavente, Canción de cuna (1911), de Gregorio Martínez Sierra, Flor de los pazos (1912), de Manuel Linares Rivas, El incierto porvenir (1912), Sábado sin sol, Puebla de las mujeres (1912) y Así se escribe la Historia (1917) , las cuatro de los Hermanos Álvarez Quintero, El abanico de Celia (1914), La ciudad alegre y confiada (1916), de Jacinto Benavente, El tacaño Salomón (1916), de Benito Pérez Galdós y A campo atraviesa (1921).
Se retiró de los escenarios a mediados de la década de 1920.
En 1943 se instaló en la ciudad navarra de Estella con su marido Manuel Berriatua. Falleció a consecuencia de una infección sanguínea en Estella el 26 de noviembre de 1945.

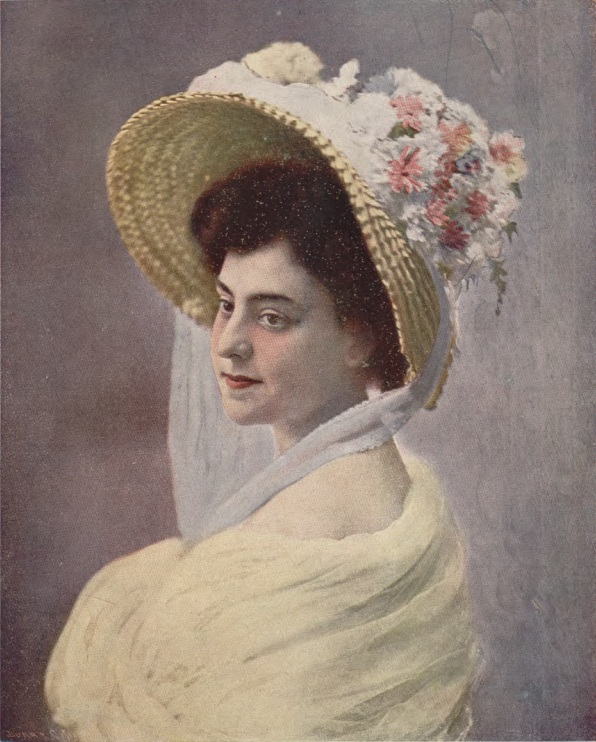
Fotografiada por Franzen (1908)
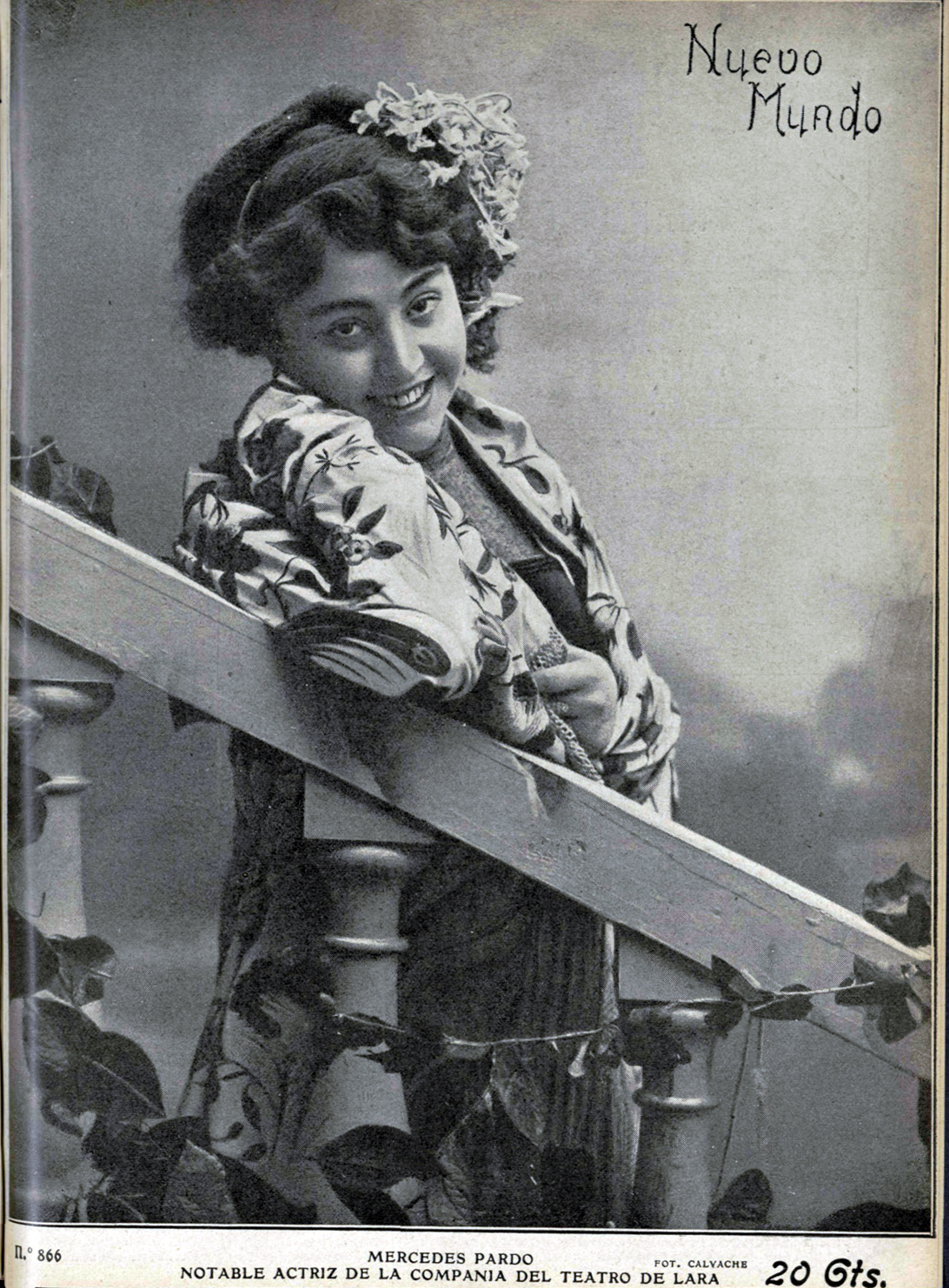
Fotografiada por Calvache (1910)
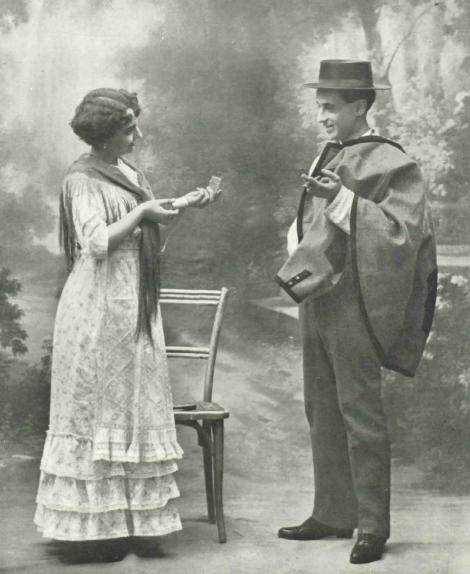
Junto a Ricardo Vargas en Sábado sin sol (1912)
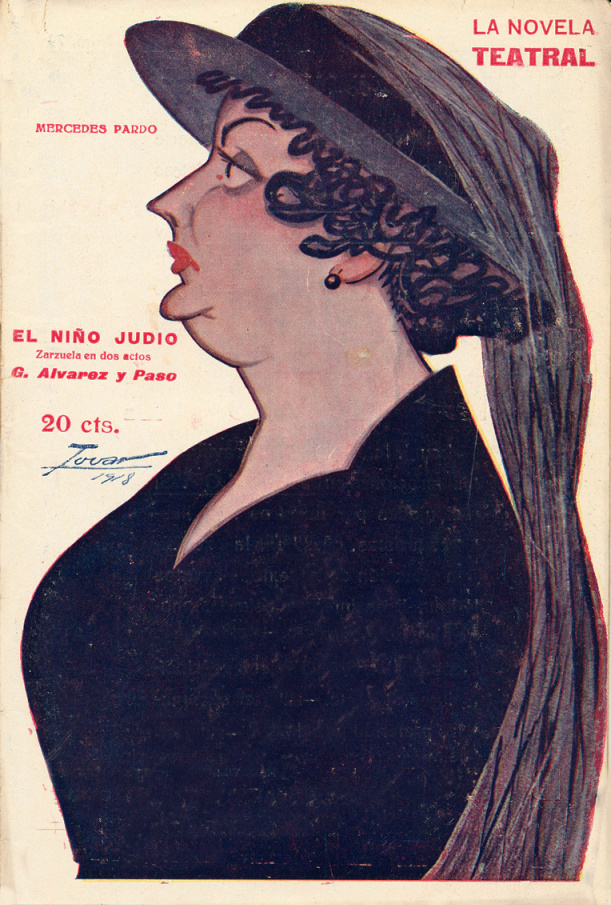
Caricaturizada por Tovar (1918)